# 2006 en basket-ball
Chronologie du basket-ball
2005 en basket-ball - 2006 en basket-ball - 2007 en basket-ball
Les faits marquants de l'année 2006 en basket-ball

## Janvier
- 2 janvier : score fleuve en NBA, les Suns de Phoenix battent les Knicks de New York 140 à 133 (après 3 prolongations).
- 5 janvier : Pepu Hernández est nommé à la tête de la sélection espagnole.
- 13 janvier : 1000e victoire de Larry Brown à la tête d'une équipe NBA.
- 23 janvier : Kobe Bryant devient le 2e meilleur marqueur sur une rencontre de l'histoire de la NBA en inscrivant 81 points face aux Raptors de Toronto
- 26 janvier : Dennis Rodman, 44 ans, signe aux Bears de Brighton (Angleterre)
- 31 janvier : Tirage au sort du championnat du monde de basket féminin

## Février
- 12 février : 8 300 personnes assistent au match de Ligue féminine en France entre Tarbes et Mourenx, record d'Europe pour un match féminin.
- 16 au 19 février: 4e édition de la Semaine de As pour une victoire finale du Mans Sarthe Basket face à la JL Bourg
- 19 février : sur le parquet de Houston, la sélection de l'Est remporte le NBA All-Star Game 122 à 120. LeBron James est élu MVP.
- 21 février : le vétéran Vin Baker signe aux Clippers de Los Angeles
- 27 février : le meneur du BCM Gravelines Tyson Wheeler victime d'une rupture au tendon d'Achille met fin à sa saison

## Mars
- 3 mars : Kobe Bryant devient le plus jeune joueur de l'histoire à atteindre la barre des 16 000 points en NBA.
- 6 mars : USA Basketball annonce les présélectionnés pour les prochains championnats du monde: Gilbert Arenas, Chauncey Billups, Joe Johnson, Paul Pierce, Michael Redd, Dwyane Wade, Luke Ridnour, Chris Paul, Kobe Bryant, Shawn Marion, Amar'e Stoudemire, Carmelo Anthony, Chris Bosh, Dwight Howard, LeBron James, Antawn Jamison, Bruce Bowen, Lamar Odom, Shane Battier, Elton Brand, Adam Morrison (NCAA - Gonzaga), J. J. Redick (NCAA - Duke). Quant à Allen Iverson, il n'est pas invité, contrairement à Shaquille O'Neal qui dispose d'une invitation qu'il peut refuser ou non
- 10 mars : David Blatt est nommé sélectionneur de la Russie
- 16 mars : Andre Barrett remplace Jose Manuel Calderon aux Raptors de Toronto
- 21 mars : le Spartak Moscou remporte l'Eurocoupe féminine face à Aix-en-Provence
- 25 mars : Jamal Mashburn met un terme à sa carrière
- 30 mars : le numéro 31 de Reggie Miller est retiré (Pacers de l'Indiana)

## Avril
- 31 mars - 2 avril : c'est la ville de Brno qui accueille le Final Four de l'Euroligue féminine, pour une victoire de l'équipe locale, devant Samara, Valenciennes et Vilnius
- 3 avril : annonce de l'entrée au Basketball Hall of Fame de Dominique Wilkins, Charles Barkley, Joe Dumars (anciens joueurs NBA), Sandro Gamba (entraîneur italien), Geno Auriemma (entraîneur de l'équipe féminine de l'Université du Connecticut) et David Gavitt (ancien dirigeant de la NCAA)
- 4 avril : les Gators de Florida remporte le Final Four NCAA aux dépens de UCLA. Joakim Noah est élu MVP[1].

- 6 avril : annonce que la blessure d'Amar'e Stoudemire survenue l'été dernier le contraint à ne pas jouer de la saison
- 8 avril : Demetrius Alexander signe à Pau-Orthez en qualité de joker afin de pallier l'absence sur blessure de Brooks Sales
- 9 avril : la Joventut de Badalone remporte l'Eurocoupe masculine devant Khimki.
- 11 avril : victoire du MBK Dynamo Moscou devant l'Aris Salonique en finale de la Coupe ULEB
- 11 avril : fin de la saison régulière en Ligue féminine de basket, le RC Strasbourg est relégué en NF1
- 13 avril : Tamika Whitmore est élue MVP de la Ligue féminine de basket
- 16 avril : le Tournoi de la fédération (féminine) est remporté par Bourges devant Valenciennes
- 18 avril : Sandra Le Dréan quitte Valenciennes pour Prague
- 20 avril : fin de la saison régulière en NBA
- 22 avril : Bourges et Valenciennes se qualifient pour la finale de la Coupe de France féminine en battant respectivement Montpellier et Mondeville
- 23 avril : en battant Longwy, le CSP Limoges s'assure sa place en Pro B pour la saison suivante. Il en va de même pour l'Union Poitiers Basket 86
- 25 avril : Avery Johnson est élu entraîneur de l'année en NBA
- 26 avril : Orléans crée la surprise en Coupe de France en se qualifiant pour la finale qui l'opposera à Dijon
- 27 avril : Kevin Garnett reçoit le Citizenship Award récompensant le joueur NBA le plus impliqué dans sa communauté
- 29 avril : Anthony Parker reçoit le titre de MVP de l'Euroligue
- 28 au 30 avril : Final Four de l'Euroligue masculine à Prague pour une victoire finale du CSKA Moscou, devant le Maccabi Tel-Aviv et les 2 clubs espagnols du Tau Vitoria et du FC Barcelone. Theódoros Papaloukás (Grèce) est élu MVP du Final Four.
- 30 avril : les Osaka Evessa remporte la 1re saison de BJ-League en battant 74-64 les Albirex Niigata en finale

## Mai
- 1er mai : Boris Diaw (Phoenix Suns) est élu Most Improved Player (joueur ayant le plus progressé) de NBA
  - Mike Miller (basket-ball) (Grizzlies de Memphis) est lui élu meilleur 6e homme.
- 6 mai : l'entraîneur de Bourg en Bresse, Frédéric Sarre, a signé  un contrat de 3 ans en faveur de Gravelines-Dunkerque
- 6 et 7 mai : finales des Coupes de France:
  - Coupe de France Masculine :
    - l'ACS Peugeot-Citroën Sausheim remporte le trophée entreprises aux dépens du RC Ports Le Havre (80-48).
    - L'Alerte Juvisy basket (NM3) remporte le trophée Coupe de France (amateurs) aux dépens de l'USA Toulouges (NM2) (90-78).
    - La Coupe de France cadets est remportée par le SLUC Nancy face au STB Le Havre.
    - Et enfin, la Coupe de France Masculine est remportée par la JDA Dijon (Pro A) devant Orléans (Pro B) sur le score de 66-58.

  - Coupe de France féminine :
    - Perpignan La Catalane (NF2) remporte (69-67) le trophée Coupe de France aux dépens de la SIG Strasbourg (NF2),
    - alors que l'Étoile de Voiron bat l'USO Mondeville 73-63 chez les cadettes.
    - Enfin le CJM Bourges remporte la Coupe de France féminine aux dépens de Valenciennes (61-56)
- 21 mai : CJM Bourges remporte le championnat de France aux dépens de Valenciennes 2 victoires à 1.

## Juin
- Tout juste auréolé d'un 4e titre de champion de Turquie, l'Ülker İstanbul dépose le bilan malgré des finances au beau fixe.
- 18 juin : Le Mans Sarthe Basket est Champion de France et s'assure de sa présence en Euroligue pour les 3 prochaines saisons.
- 18 juin : Orléans est champion de France de ProB en battant Châlons-en-Champagne 68 à 47. C'est Orléans et Besançon qui accéderont à la ProA la saison suivante.
- 21 juin : le Miami Heat est Champion NBA. Mené pourtant 2-0 par les Dallas Mavericks, les floridiens ont remporté les 4 manches suivantes.
- 28 juin : Andrea Bargnani devient le 1er européen 1er choix de draft, il a été choisi par les Toronto Raptors

## Récapitulatifs des principaux vainqueurs de compétitions 2005-2006

### Masculins
| Europe - Ligue adriatique : FMP Zeleznik - Allemagne : Cologne - Autriche : Allianz Swans Gmunden - Ligue baltique : Lietuvos Rytas (basket-ball) - British BL : Newcastle - Belgique : Ostende - Bosnie-Herzégovine : Bosna Sarajevo - Chypre : AEL Limassol - Croatie: Cibona Zagreb - Espagne : Malaga - Eurocoupe : Joventut Badalona - EuroCup Challenge : Ural Great Perm - Euroligue : CSKA Moscou - France : Le Mans - Grèce : Panathinaïkos - Islande : UMFN Njardvík - Israël : Maccabi Tel-Aviv - Italie : Benetton Trévise - Lituanie : Lietuvos Rytas (basket-ball) - Lettonie : BK Ventspils - Norvège : Harstad Vikings - Pays-Bas : Eiffel Towers Den Bosch - Pologne : Sopot - Portugal : Ovarense Aerosoles - Russie : CSKA Moscou - République tchèque : BK Nymburk - Serbie-et-Monténégro : KK Partizan - Slovaquie : BK ESO Lučenec - Suède : Plannja Luleå - Suisse : Lugano - Turquie : Ulker Istanbul - Ukraine : Azovmach Marioupol - ULEB Cup : Dynamo Moscou | Amériques - ABA : Razorsharks de Rochester - Argentine : GC Rivadavia - Brésil : non attribué - CBA : Yakama Sun Kings - Liga Sudamericana : Ben Hur - NBA : Heat de Miami - NBDL : Thunderbirds d'Albuquerque - NCAA : Gators de la Floride - Porto Rico : Criollos de Caguas - Uruguay : Trouville - Venezuela (LPB) : Carabobo - Venezuela (LNB) : Delfines de Miranda | Afrique, Asie, Océanie - Australie : Melbourne Tigers - Chine : Guangdong Southern Tigers - Coupe d'Afrique : Petro Luanda - Maroc : Raja de Casablanca - Nouvelle-Zélande : Hawkes Bay Hawks - Iran : Saba Battery - Japon: Osaka Evessa - Corée du Sud : Seoul Samsung Thunders |

### Féminines
| Europe - Ligue adriatique : ŽKK Šibenik Jolly JBS - Allemagne : Wasserburg - Angleterre : Sheffield Hatters - Ligue baltique : Vilnius - Belgique : Namur - Bosnie-Herzégovine : KK Željezničar Sarajevo - Chypre : AEL Limassol - Croatie : ŽKK Gospić - Danemark : Hørsholm Basketball Klub - Espagne : Salamanque - Estonie : TLU/AJ Tooted Tallinn - Eurocoupe : Spartak Moscou - Euroligue : BK Brno - France : Bourges - Grèce : Glyfáda - Hongrie : Pécs - Italie : Schio - Lituanie : Vilnius - Lettonie : BK Avantis-Turiba Rīga - Pays-Bas : BV Den Helder - Pologne : Cracovie - République tchèque : Brno - Russie : Samara - Slovénie : ŽKK Celje - Slovaquie : Košice - Suède : Solna Vikings - Turquie : Fenerbahçe İstanbul | Amériques - Argentine : Vélez Sárfield - Brésil : Ourinhos - Canada : University of British Columbia - NCAA : Maryland Terrapins - NWBL : Colorado Chill - WNBA : Detroit Shock | Afrique, Asie, Océanie - Australie : Canberra Capitals - Champion d'Afrique : Primeiro de Agosto - WKBL-été : - WKBL-hiver : |

## Juillet
- 12 juillet : les Seattle Supersonics signent Mickaël Gelabale, international français, drafté par la franchise en 2005
- 13 juillet : les Chicago Bulls annoncent officiellement avoir trouvé un accord avec Ben Wallace, agent libre
- 25 juillet : le Paris Basket Racing, évoluant dans l'élite française, change de mains à la suite de l'acquisition par la holding PANAMES de 80 % des parts du club. Essar Gabriel, nouveau président s'adjoint les services de l'ancien international Antoine Rigaudeau responsable du volet sportif.
- 26 juillet : Yakhouba Diawara devient le 10e français à s'engager en NBA en signant un contrat avec les Denver Nuggets
- 27 juillet, EuroBasket U18 (junior) : La France est championne d'Europe, suivent la Lituanie et l'Espagne.

## Août
- 19 août : début, au Japon, du XV championnat du monde masculin
- 20 août : EuroBasket U16 (cadet) : L'Espagne est championne d'Europe, suivent la Russie et la Serbie-et-Monténégro. En finale Ricky Rubio (ESP) signe 51 points, 24 rebonds, 12 passes et 7 interceptions.
- 28 août : annonce de la part de la FIBA que le Monténégro sera le 218e pays affilié

## Septembre
- 1er septembre, Championnat du monde de basket masculin 2006 : la Grèce crée la première sensation de la journée en éliminant les États-Unis alors que dans les ultimes secondes l'Espagne se défaisait de l'Argentine…
- 3 septembre, Championnat du monde de basket masculin 2006 : Espagne - Grèce 70-47. l'Espagne remporte le championnat du monde
- 4 septembre : la fédération monténégrine rentre dans la FIBA.
- 8 septembre : entrée au Basketball Hall of Fame de la "promotion" 2006
- 11 septembre : Toni Kukoč annonce sa retraite sportive après 17 saisons au plus haut niveau en Europe et en NBA
- 23 septembre : 1re journée du championnat de France Pro A

## Octobre
- 5 octobre : le FC Barcelone bat les Philadelphia 76ers (104-99) lors du NBA Europe Live Tour.
- 11 octobre : à Cologne, ces mêmes sixers remporte le NBA Europe Live Tour face au CSKA Moscou.
- 17 octobre : tirage au sort de l'EuroBasket 2007.

## Novembre
- 1er et 2 novembre : Euroligue masculine 2e journée aller
  - Groupe A
    - Vitoria - Dynamo Moscou : 77-61
    - Fortitudo Bologne - Olympiakos : 86-93
    - Cologne - Efen Pilsen Istanbul : 68-82
    - Sopot - Le Mans : 69-67

  - Groupe B
    - Olimpija Ljubljana - Rome : 83-72
    - Panathinaïkos - Cibona Zagreb : 86-69
    - Unicaja Malaga - Badalone : 66-68
    - Partizan Belgrade - Maccabi Tel-Aviv : 103-91

  - Groupe C
    - Fenerbahce - Pau-Orthez 66-68
    - CSKA Moscou - Salonique 83-68
    - Kaunas - Naples 83-65
    - Barcelone - Trévise 82-69
- 18 et 9 novembre : Euroligue masculine 3e journée aller
  - Groupe A
    - Efen Pilsen Istanbul - Le Mans 53-64
    - Olympiakos - Sopot 97-74
    - Dynamo Moscou - Fortitudo Bologne 78-73
    - Cologne - Vitoria 70-102

  - Groupe B
    - Maccabi Tel-Aviv - Rome -78-65
    - Badalone - Partizan Belgrade 82-51
    - Cibona Zagreb - Unicaja Malaga 87-83
    - Olimpija Ljubljana - Panathinaïkos 65-86

  - Groupe C
    - Naples - Salonique 71-69
    - Pau-Orthez - CSKA Moscou 73-67
    - Trévise - Fenerbahce 93-83
    - Kaunas - Barcelone 86-92
- 15 et 16 novembre: Euroligue masculine 4e journée aller
  - Groupe A
    - Vitoria - Efen Pilsen Istanbul : 68-65
    - Fortitudo Bologne - Cologne : 86-90
    - Sopot - Dynamo Moscou : 60-49
    - Le Mans - Olympiakos : 81-88

  - Groupe B
    - Panathinaïkos - Rome : 87-71
    - Unicaja Malaga - Olimpija Ljubljana : 62-55
    - Partizan Belgrade - Cibona Zagreb : 101-92
    - Maccabi Tel-Aviv - Badalone : 92-75

  - Groupe C
    - Barcelone - Naples : 91-71
    - Fenerbahce - Kaunas : 84-75
    - CSKA Moscou - Trévise : 83-67
    - Salonique - Pau-Orthez : 74-72
- 22 et 23 novembre : Euroligue masculine 5e journée
  - Groupe A
    - Efen Pilsen Istanbul - Olympiakos : 95-77
    - Dynamo Moscou - Le Mans : 74-57
    - Cologne - Sopot
    - Vitoria - Fortitudo Bologne : 90-80

  - Groupe B
    - Rome - Badalone : 71-69
    - Cibona Zagreb - Maccabi Tel-Aviv : 87-82
    - Olimpija Ljubljana - Partizan Belgrade : 70-71
    - Panathinaïkos - Unicaja Malaga : 87-72

  - Groupe C
    - Naples - Pau-Orthez : 84-96 a.p.
    - Trévise - Salonique : 64-42
    - Kaunas - CSKA Moscou : 59-78
    - Barcelone - Fenerbahce : 84-70
- 29 et 30 novembre 2006 : Euroligue masculine 6e journée
  - Groupe A
    - Efen Pilsen Istanbul - Fortitudo Bologne : 72-74
    - Sopot - Vitoria 70-75
    - Cologne - Le Mans 73-79
    - Olympiakos - Dynamo Moscou 86-73

  - Groupe B
    - Rome - Unicaja Malaga : 65-71
    - Partizan Belgrade - Panathinaïkos : 65-73
    - Maccabi Tel-Aviv - Olimpija Ljubljana 110-87
    - Badalone - Cibona Zagreb 83-53

  - Groupe C
    - Naples - Fenerbahçe : 78-83 ap
    - CSKA Moscou - Barcelone : 76-57
    - Salonique - Kaunas : 73-66
    - Pau-Orthez - Trévise : 73-86

## Décembre
- 6 et 7 décembre : Euroligue masculine 7e journée aller
  - Groupe A
    - Dynamo Moscou - Efen Pilsen Istanbul : 90-83
    - Cologne - Olympiakos : 81-88
    - Le Mans - Vitoria : 76-79
    - Fortitudo Bologne - Sopot : 77-91

  - Groupe B
    - Cibona Zagreb - Rome : 91-84
    - Olimpija Ljubljana - Badalone : 67-69
    - Panathinaïkos - Maccabi Tel-Aviv : 90-88
    - Unicaja Malaga - Partizan Belgrade : 66-58

  - Groupe C
    - Trévise - Naples : 64-70
    - Kaunas - Pau-Orthez : 106-110 a-p a-p
    - Barcelone - Salonique : 86-83
    - Fenerbahce - CSKA Moscou : 64-74
- 7 décembre, NBA : les Phoenix Suns battent les New Jersey Nets sur le score de 161 à 157[2]. Avec 318 points marqués au cours de la rencontre, c'est le 4e plus gros total de l'histoire de la ligue.
- Championnat d'Afrique de basket-ball féminin des 20 ans et moins : le championnat d'Afrique de basket-ball féminin des 20 ans et moins  s’est déroulé à Maputo du 2 au 9 décembre 2006 et a été remporté par l’équipe malienne qui a battu l’équipe mozambicaine en finale 49 à 47[3].
- 13 et 14 décembre : Euroligue masculine 8e journée aller
  - Groupe A
    - Sopot - Efen Pilsen Istanbul : 74-81
    - Fortitudo Bologne - Le Mans : 83-71
    - Vitoria - Olympiakos : 89-74
    - Cologne - Dynamo Moscou : 82-96

  - Groupe B
    - Partizan Belgrade - Rome : 73-63
    - Unicaja Malaga - Maccabi Tel-Aviv : 67-83
    - Panathinaïkos - Badalone : 83-73
    - Olimpija Ljubljana - Cibona Zagreb : 92-88

  - Groupe C
    - CSKA Moscou - Naples : 82-72
    - Fenerbahce - Salonique : 80-86
    - Barcelone - Pau-Orthez : 93-75
    - Kaunas - Trévise : 76-86
- 16 décembre : le serbe Nenad Vucinic a été engagé pour un an par la fédération néo-zélandaise afin de diriger l'équipe nationale. Il remplace ainsi Ted Baldwin qui avait démissionné après le mondial 2006.
- 20 et 21 décembre : Euroligue masculine 9e journée aller
  - Groupe A
    - Efen Pilsen Istanbul - Cologne : 91-76
    - Dynamo Moscou - Vitoria : 78-82
    - Olympiakos - Fortitudo Bologne : 94-67
    - Le Mans - Sopot : 73-84

  - Groupe B
    - Rome - Olimpija Ljubljana : 84-74
    - Cibona Zagreb - Panathinaïkos : 75-78
    - Badalone - Unicaja Malaga : 105-52
    - Maccabi Tel-Aviv - Partizan Belgrade :85-83

  - Groupe C
    - Naples - Kaunas : 92-87
    - Trévise - Barcelone : 68-67
    - Pau-Orthez - Fenerbahçe : 89-67
    - Salonique - CSKA Moscou : 62-65
- 26 décembre : l'argentin Luis Scola du TAU Vitoria est élu MVP du mois de décembre en Euroligue.

## Décès
- 15 mars : Jean-Jacques Eisenbach ancien président du SLUC Nancy à l'âge de 66 ans.
- 28 avril : Valery Kuzin, Vice-président de FIBA Europe, à l'âge de 42 ans.
- 22 juin : Alexander Petrenko, joueur russe du BC Khimki Moscou (30 ans).
- 26 août : Paola Mazzali, joueuse italienne du Profexional Bolzano (32 ans).
- 14 octobre : Petar Vukasojevic, joueur monténégrin du KK Danilovgrad (19 ans).
- 28 octobre : Arnold "Red" Auerbach, ancien entraineur des Boston Celtics (89 ans).
- 13 décembre : Paul Arizin, ancien joueur des Philadelphia Warriors, membre du Basketball Hall of Fame (78 ans).
- 31 décembre : Albert Denvers, ancien maire de Gravelines, président-fondateur du BCM Gravelines (101 ans).